# روبرت فان وانکر
روبرت فان وانکر (انگلیسی: Robert Van Lancker؛ زادهٔ ۱۱ دسامبر ۱۹۴۷) ورزشکار دوچرخه‌سواری پیست اهل بلژیک است.
وی در مسابقات کشوری و بین‌المللی در مجموع برندهٔ ۲ مدال طلا، ۳ مدال نقره، ۴ مدال برنز شده‌است.